# Winston Ling
Winston Ling é um investidor e empresário brasileiro, filho do imigrante chinês Sheun Ming Ling, pioneiro da soja no Brasil em Santa Rosa, berço da soja no Brasil, fundador da Olvebra, depois Petropar, e finalmente Évora, no Rio Grande do Sul, e de sua esposa, Lydia Wong Ling.
Residiu nos Estados Unidos de 1991 a 2001, em Shanghai, China, de 2001 a 2017, e em Hong Kong, de 2017 a 2020. É "envolvido em importação, exportação e negócios imobiliários", segundo o UOL.
De acordo com Winston o networking ou relacionamento é a condição fundamental para se fazer negócios na China.
Winston foi o fundador e o primeiro presidente do Instituto Liberdade.

## Biografia
Nascido no Rio Grande do Sul, em seu Twitter Ling se descreve com: "sinceridade, sabedoria, coragem, senso de humor, olhos que vêem a beleza, mente que busca a liberdade, coração que segue a verdade e a felicidade.

### Polêmicas devido à política do governo Bolsonaro
"Um dos primeiros empresários a embarcar na candidatura de Jair Bolsonaro, o brasileiro de origem chinesa Winston Ling lamentou no Twitter a crise diplomática com o país asiático motivada por declarações de Eduardo Bolsonaro", escreveu a revista Época em março de 2020 numa referência ao fato de Eduardo ter chamado o coronavírus Sars-CoV-2 de "vírus chinês".
Ling é conhecido por ser liberal e um grande apoiador de Bolsonaro, com o qual concordou sobre o isolamento vertical (apenas para grupos de risco) durante a pandemia de COVID-19.

## Projetos empresariais

### Wintech Ventures
Investe em em startups em vários países do mundo.

### Miss Brasil Universo
Em 06 de julho de 2020 foi anunciado que Ling havia comprado a franquia do Miss Brasil Universo junto à organização Miss Universo, tendo o próprio empresário divulgado a informação em seu Instagram e em seu Twitter.  "Vou precisar muito do apoio de todos vocês", escreveu em seu Twitter.
Em 2022 a franquia foi repassada adiante, para outro Diretor Nacional.

### Soul TV
Também foi anunciado no dia 06 de julho de 2020 que Ling era dono da Soul TV, que passaria a transmitir o concurso Miss Brasil em seus canais interativos.